# Kapitalverkehrskontrolle
Kapitalverkehrskontrollen sind im Außenhandel staatliche Maßnahmen zur Beschränkung der Freiheit des internationalen freien Kapitalverkehrs. Hierzu gehören Steuern auf Kapitalimporte bzw. Kapitalexporte, Mengenbeschränkungen, Genehmigungs- und Meldepflichten. Kapitalverkehrskontrollen werden somit auch im Rahmen der Außenwirtschaftstheorie betrachtet.

## Geschichte
Kapitalverkehrskontrollen wurden z. B. in Chile von 1982 bis 1999 eingesetzt, um kurzfristige Fremdwährungskredite zu begrenzen, da der plötzliche Abzug derartiger Kredite eine Finanzkrise auslösen kann (so z. B. in der mexikanischen sogenannten Tequila-Krise).
2008 führte Island Kapitalverkehrskontrollen wegen der Finanzkrise ein und musste kurzzeitig Banken schließen.
Im März 2013 führte Zypern als Mitglied der Eurozone aufgrund einer Bankenkrise Kontrollen ein, diese wurden im April 2015 wieder aufgehoben.
Ende Juni 2015 führte Griechenland aufgrund der Staatsschuldenkrise Kapitalverkehrskontrollen ein und schloss die Banken und die Athener Börse.

## Formen
Grundsätzlich kann unterschieden werden:
- Direkte Kapitalverkehrskontrollen regeln grenzüberschreitende Finanztransaktionen durch Genehmigungsverfahren bzw. Verbote.
- Indirekte Kapitalverkehrskontrollen versuchen bestimmte Finanztransaktionen zu verteuern. Beispielsweise durch Besteuerung grenzüberschreitender Kapitalflüsse (Finanztransaktionssteuer) oder durch ein System dualer oder multipler Wechselkurse.

## Bewertung
Die Finanzmarkttheorie besagt, dass eine Liberalisierung des Kapitalverkehrs zu sinkenden Kapitalkosten und leichterem Zugang zu Kapital führen werde. Durch den freien Wettbewerb würden Finanzsysteme an Flexibilität und Effizienz gewinnen. Zudem sorgten offene Kapitalmärkte auch dafür, dass die Wirtschaftspolitik der Länder der „Disziplinierungsfunktion“ der Finanzmärkte unterworfen werde. Dieser Theorie folgend haben seit den 1980er Jahren die meisten Länder ihre Kapitalmärkte durch Abbau von Kapitalverkehrskontrollen liberalisiert.
Seitdem sind internationale Finanzkrisen wie z. B. die Asienkrise, die Russlandkrise oder die Finanzkrise ab 2007 aufgetreten, die bei einigen Ökonomen zu einer veränderten Bewertung der Liberalisierungen geführt haben. Beispielsweise waren von der Asienkrise solche Länder am stärksten betroffen, die ihre Finanzmärkte kurz zuvor liberalisiert hatten. Länder wie China oder Indien, die strikte Kapitalverkehrskontrollen beibehalten haben, waren von der Krise kaum betroffen. Viele Ökonomen sahen die hohe Volatilität (Unbeständigkeit) der internationalen Kapitalflüsse als Quelle der internationalen Finanzkrisen.
Barry Eichengreen und David Leblang vertreten eine vermittelnde Position. Danach ist der Nettonutzen von Kapitalverkehrskontrollen dann positiv, wenn die internationalen Finanzmärkte eher turbulente Phasen durchlaufen, weil die eigene Volkswirtschaft dann vor Ansteckungseffekten geschützt ist. So können insbesondere Entwicklungsländer, deren Finanzmärkte noch unausgereift sind, von einer Verschärfung der Kapitalregulierung profitieren, da zum einen die Kapitalflucht in Krisenzeiten vorübergehend eingeschränkt werden kann und zum anderen, langfristige Kapitalströme, insbesondere ausländische Direktinvestitionen, angezogen werden können. Wenn die internationalen Finanzmärkte jedoch in robuster Verfassung sind, dominieren die wachstumsförderlichen Effekte freier Finanzmärkte und der Nettoeffekt von Kapitalverkehrskontrollen ist negativ.
In der Europäischen Union unterliegen Kapitalverkehrskontrollen als Beschränkung der Kapitalverkehrsfreiheit der Regulierung durch Art. 63 und Art. 65 AEUV.